# 黃松 (加利福尼亞州)
黃松（英語：Ponderosa）是位於美國加利福尼亞州圖萊里縣的一個人口普查指定地區。

## 地理
黃松的座標為36°06′18″N 118°31′46″W / 36.10500°N 118.52944°W，而該地最高點為海拔高度2204米（即7231英尺）。

## 人口
根據2010年美國人口普查的數據，黃松的面積為2.108平方千米，當中陸地面積為2.105平方千米，而水域面積為0.003平方千米。當地共有人口16人，而人口密度為每平方千米7人。